# Adreus stylifer
Adreus stylifer är en svampdjursart som först beskrevs av Arndt 1927.  Adreus stylifer ingår i släktet Adreus och familjen Hemiasterellidae. Inga underarter finns listade i Catalogue of Life.